# ボンバーマン (iPod)
『ボンバーマン』（BOMBERMAN）は、ハドソンよりiTunes Storeにおいて2007年12月19日に配信されたアクションゲーム。対応機種はクリックホイール付きiPod（第五世代iPod、iPod classic、第三〜五世代のiPod nano）。

## ゲームの概要
iPodのクリックホイールに触れることでボンバーマンを移動、中心のボタンでボムを設置する。ゲーム中のBGMを自身のiPodに収録されている音楽にしたり、ゲーム中でもホイールを押すと曲順をスキップすることが出来る。

## ノーマルモード
全20ステージを順にクリアしていく。5面ごとにミニゲームがあり、最後にボスステージとなる。

## チャレンジモード
ノーマルモードでクリアしたステージを選んでプレイするスコアアタックのモード。

## ミニゲーム
たまのりボンバー
転がるバクダンの上を乗り移りながらゴールを目指す。
たたくぜボンバー
中央のバクダンと同じ色のバクダンを叩いていく。
ころがせボンバー
ボウリング風ゲーム。

## アイテム
ソフトブロックを壊していくとアイテムパネルが出現し、取ることでボンバーマンがパワーアップする。
ファイアーアップ
爆風の範囲が1ブロック分伸びる。
ボムアップ
同時に設置できるボムの数が1つ増える。
スピードアップ
ボンバーマンの足の早さが1段階上がる。
ライフアップ
ボンバーマンのライフ（残機）が1つ増える。